# 식품과학

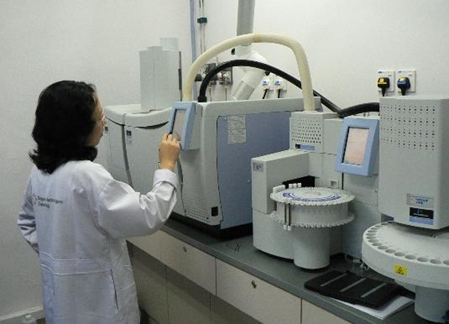

식품과학(食品科學, Food science)은 식품을 연구 대상으로 하는 응용과학이자 인문, 사회과학, 자연과학의 지식을 통합적으로 적용하여 음식에 관한 여러 문제를 연구하거나 해결을 도모하는 종합적인 학문 영역이다.
식품과학은 여러 과학 분야를 하나로 묶는다. 이는 화학, 물리학, 생리학, 미생물학, 생화학과 같은 분야의 개념을 통합한다. 예를 들어 식품 기술에는 화학 공학의 개념이 통합되어 있다.
식품 과학자의 활동에는 새로운 식품 개발, 이러한 식품을 생산하는 공정 설계, 포장 재료 선택, 유통 기한 연구, 설문 조사 패널 또는 잠재 소비자를 사용한 제품의 관능 평가, 미생물학적 및 화학적 테스트가 포함된다. 식품 과학자들은 식품 생산 및 그 특성과 직접적으로 연관된 보다 근본적인 현상을 연구할 수 있다.
식품 기술자 연구소은 식품과학을 "공학, 생물학, 물리학을 적용하여 음식에 얽힌 자연 현상이나 품질 저하의 원인, 식품 가공에 관한 법칙을 연구하고 일반 소비자가 소비 식품의 개량을 대상으로 하는 학문"이라고 정의하고 있다. 책 《Food Science》에서는 일반적인 용어로 식품과학을 "기초 과학, 식품 및 식품 가공의 원리에 얽힌 물리, 화학, 생물학적 현상을 연구하는 공학의 응용"으로 정의하고 있다.

## 같이 보기
- 무균가공
- 조리 (음식)
- 식이 보충제
- 식품 보관
- 우주식